# Limenitis damon
Limenitis damon är en fjärilsart som beskrevs av Hans Fruhstorfer 1915. Limenitis damon ingår i släktet Limenitis och familjen praktfjärilar. Inga underarter finns listade i Catalogue of Life.